# Las Mierzei
Las Mierzei (niem. Königlicher Forst Steegen) – obręb leśny w Gdańsku, na Wyspie Sobieszewskiej.
Las Mierzei został administracyjnie przyłączony, podobnie jak cała Wyspa Sobieszewska, do miasta w 1973. Należy do okręgu historycznego Niziny.

## Położenie
Las Mierzei zajmuje północną część wyspy, w większości porasta niezasiedlone wydmy na północ od drogi wojewódzkiej nr 501. Od północy na całej długości graniczy z plażą nad Zatoką Gdańską.
Naturalnym i do dziś największym powierzchniowo zbiorowiskiem leśnym tego obszaru jest bór bażynowy z niskim drzewostanem sosnowym, nikłą warstwą krzewów (jarzębina, kruszyna, jałowiec) i bogatą warstwą mchów. W bardziej wilgotnych miejscach rośnie brzoza, olsza czarna, jesion, dąb szypułkowy, a w podszycie bez czarny, leszczyna, czeremcha. Nasadzenia lasu wzdłuż brzegu morskiego rozpoczął Duńczyk Sörn Björn w 1795. Obecny bór suchy na Wyspie tworzą zwykle sosna zwyczajna, sosna czarna oraz sosna Banksa. Faunę reprezentują gronostaje, łasice, wiewiórki, lisy, dziki, kuny, a dawniej także borsuki. W 1467 bytowały tutaj niedźwiedzie, rysie, wilki, łosie, dziki, sarny, jelenie, zające, wydry i bobry.

## Ochrona przyrody
W obrębie Lasu Mierzei znajdują się dwa rezerwaty przyrody:
- Ptasi Raj z jeziorami Karaś i Ptasi Raj
- Mewia Łacha

W latach 70. XX w. przez las przeprowadzono kolektor ściekowy, co wywołało problemy ekologiczne.

## Zobacz też

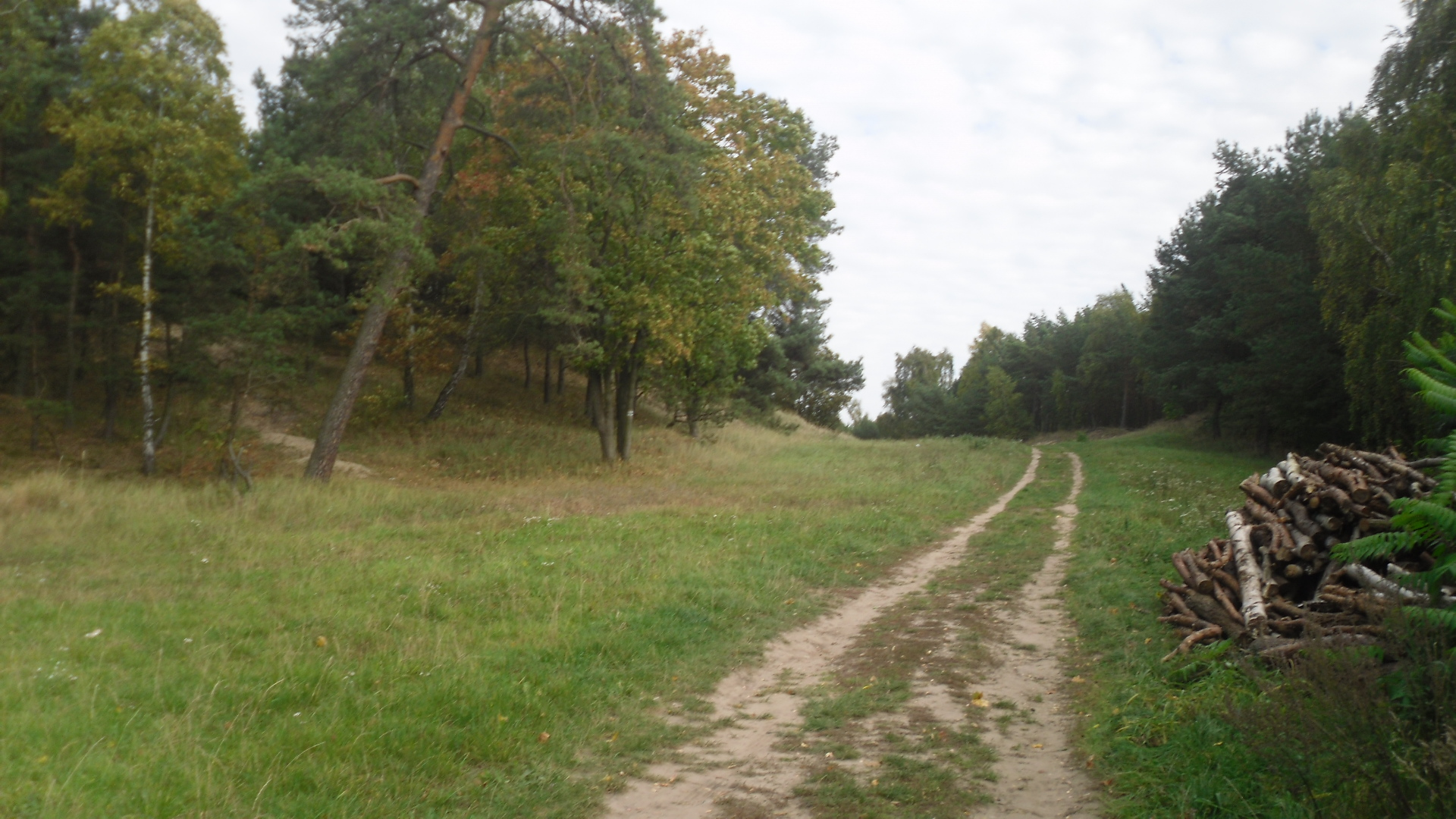
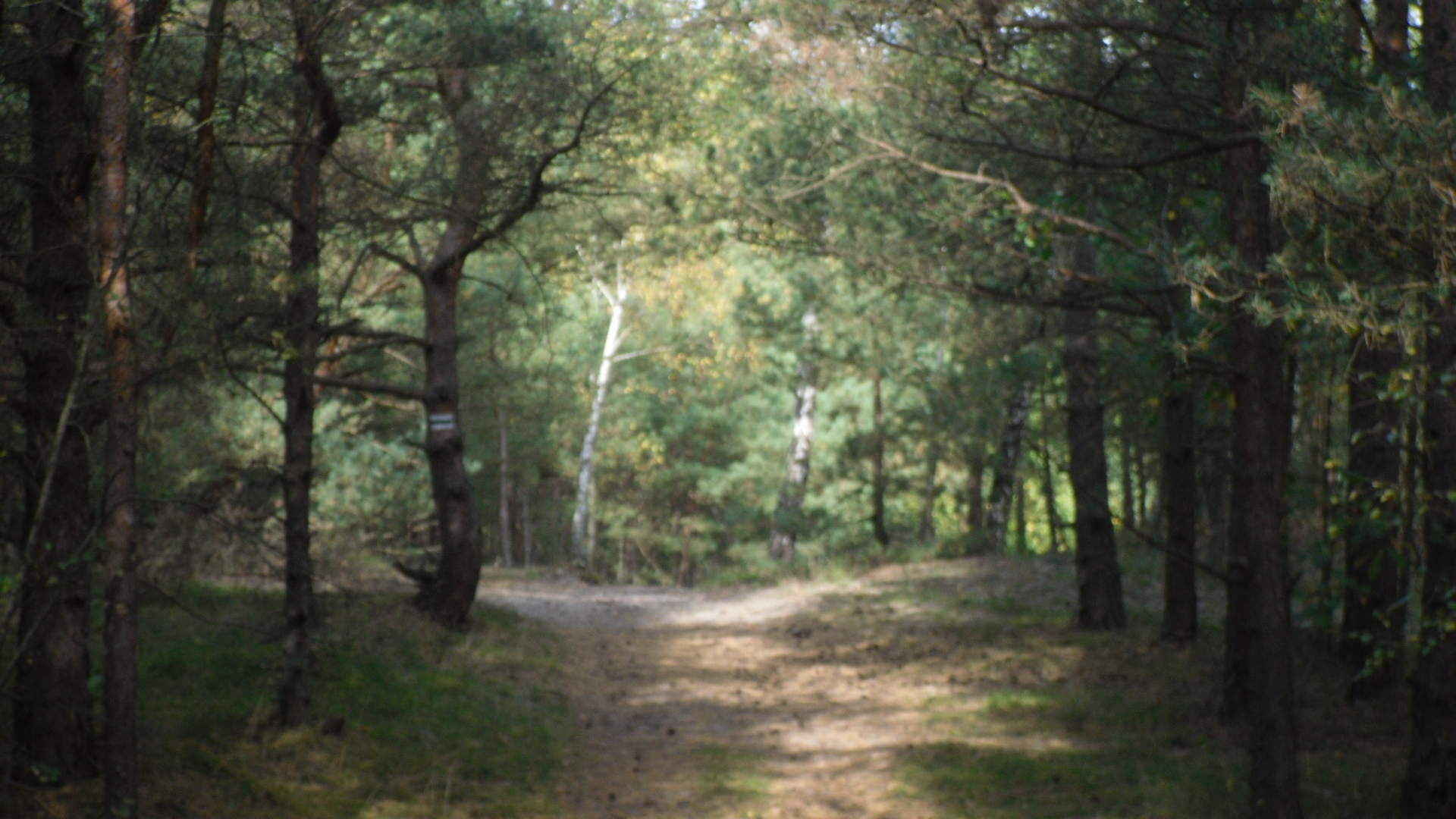
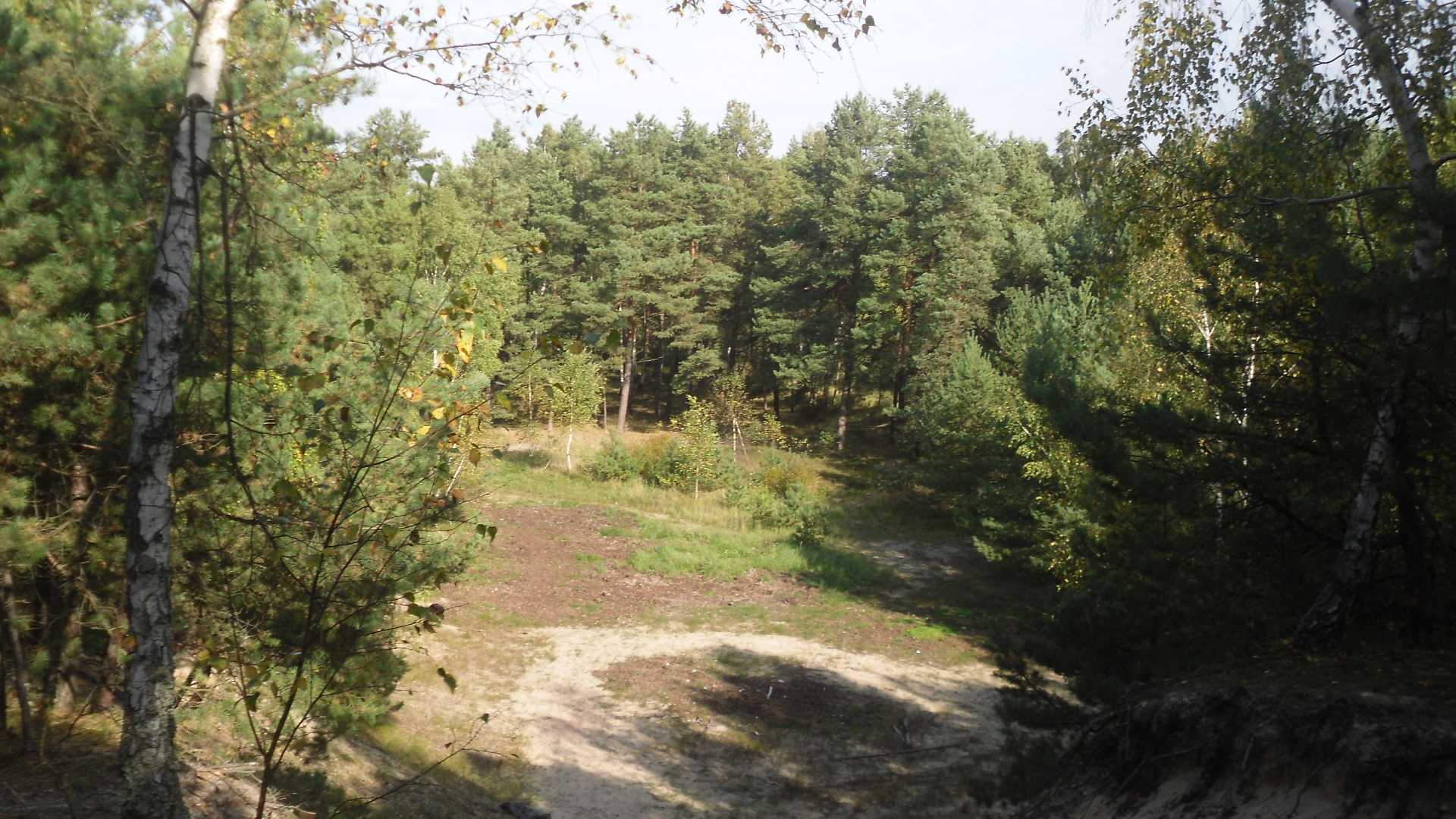